# Публий Сульпиций Квириний
Публий Сульпиций Квириний (лат. Publius Sulpicius Quirinius, др.-греч. Κυρήνιος, варианты транскрипции — Квириний, Кириний, Кирений; род. около 45 года до н. э.; ум. 21 год н. э.) — древнеримский политический деятель, консул 12 года до н. э.;  римский наместник провинции Сирии (6 год н. э.). Проведённая им по повелению кесаря Августа перепись населения пересекается с библейской, новозаветной историей (Лук. 2:2): вследствие этой переписи Иосифу с Марией пришлось отправиться в родной город Вифлеем, где и родился младенец Иисус.

## Биография
Публий Сульпиций происходил из италийского города Ланувий. Среди его предков не было высших магистратов Римской республики.
О ранних этапах карьеры Квириния ничего не известно. В 15 году до н. э. он был проконсулом провинции Крит и Киренаика, где успешно боролся с племенем гарамантов. Вернувшись в Рим с репутацией удачливого полководца, он был избран консулом на 12 год до н. э.. Позже Август назначил его наместником Галатии и Памфилии (5 — 3 годы до н. э.), где Квириний овладел крепостью гомонадов, народности Киликии.
В качестве советника состоял в свите внука императора Августа, Гая Цезаря, в поездке на Восток (1 г. до н. э. — 4 г. н. э.).
Впоследствии — римский правитель Сирии (по календарному исчислению той эпохи 759—764 годы от основания Рима).

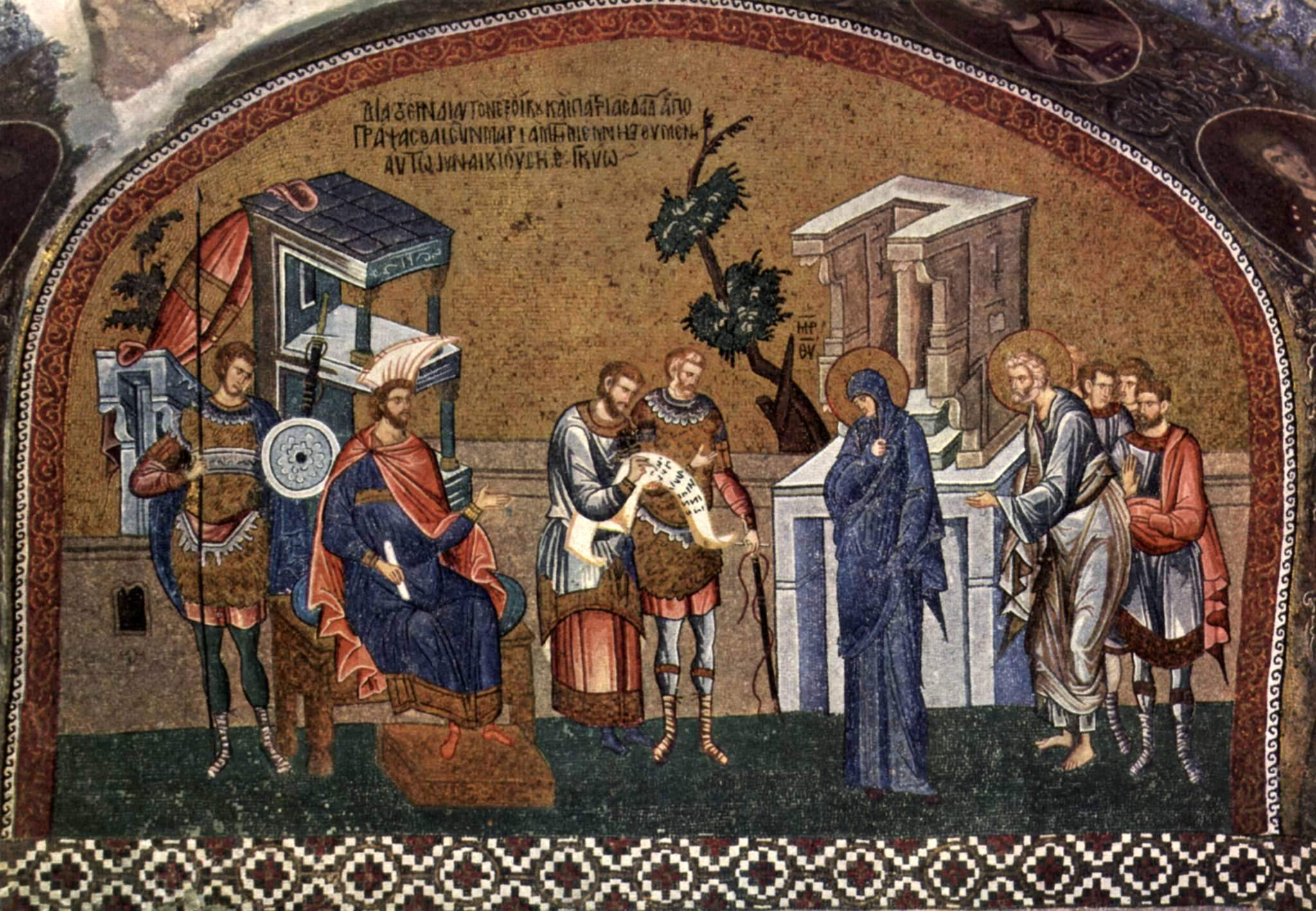
Дева Мария и Иосиф перед римским наместником (пропретором) Квиринием во время переписи. Мозаика. музей Карие, Стамбул

### Римский наместник Сирии
После изгнания Ирода Архелая в 6 году — дата, удостоверенная Кассием Дионом, — Иудея подпала под непосредственное управление Рима и вошла в состав провинции Сирии, и император Август назначил проконсула Квириния в Сирию взимать подати (налоги). В то же время Копоний был послан прокуратором в Иудею, но Квириний пришёл и туда, так как сбор податей во всей провинции был его особой обязанностью. Для определения подлежащей к взиманию суммы была произведена по приказанию цезаря перепись местного населения: кроме числа душ, каждый обязан был указать своё состояние и размер земли, которой владел.
Сбор податей с переписью вызвал большое неудовольствие среди евреев, и открытый мятеж был предупрежден только стараниями первосвященника Иоазара. И всё же результатом стало восстание Иуды Галилеянина и образование партии зелотов. Иосиф Флавий говорит об этом сборе также и в другом месте (Древн., XX, 5, § 2)..

### Семья
- Первая жена — Клавдия, дочь Аппия Клавдия Пульхра, консула 38 г. до н. э..
- Вторая жена — Эмилия Лепида (около 4 года н. э.; развод около 18 года).